# 4641 Ayako
4641 (1990 QT3) је астероид главног астероидног појаса са средњом удаљеношћу од Сунца која износи 2,189 астрономских јединица (АЈ).
Апсолутна магнитуда астероида је 13,7.